# Walentów (powiat warszawski zachodni)
Walentów – wieś w Polsce położona w województwie mazowieckim, w powiecie warszawskim zachodnim, w gminie Leszno. Ma status sołectwa.
W skłąd sołectwa Walentów wchodzą także wsie Podrochale i Rochale.
W latach 1975–1998 miejscowość należała administracyjnie do województwa warszawskiego.